# Juan Miguel Soroa
Juan Miguel Soroa, llamado Soroa III (nacido en Huici, Valle de Larráun, Navarra el 26 de septiembre de 1960), es un ex pelotari español de pelota vasca en la modalidad de mano.
Paso a profesionales después de destacar en categoría juvenil con su subcampeonato de España en 1977 y un breve paso por aficionados en 1978. En su palmarés consta la txapela en el Manomanista de 2ª en 1990, tras obtener dos subcampeonatos en 1985 y 1989.

## Finales del manomanista de 2ª Categoría
| Año  | Campeón     | Subcampeón | Tanteo | Frontón |
| ---- | ----------- | ---------- | ------ | ------- |
| 1985 | Etxenagusia | Soroa III  | 22-03  | Anoeta  |
| 1989 | Urzainki    | Soroa III  | 22-20  | Anoeta  |
| 1990 | Soroa III   | Errasti    | 22-17  | Anoeta  |